# Pietro Federico Guglielmo di Oldenburg
Pietro Federico Guglielmo di Holstein-Oldenburg (Eutin, 3 gennaio 1754 – Plön, 2 luglio 1823) è stato duca di Oldenburg.

## Biografia
Pietro Federico Guglielmo era figlio di Federico Augusto I di Oldenburg e di Ulrica Federica Guglielmina d'Assia-Kassel.
Pietro succedette al padre come Duca di Oldenburg nel 1785, con il nome di Guglielmo I anche se rimase sotto la tutela del cugino Pietro in quanto era stato definito non completamente abile al governo. Il ducato di Oldenburg venne elevato a granducato nel 1815, ma Guglielmo si rifiutò sempre di utilizzare lo stile elevato; il titolo di altezza non venne usato infatti sino al 1829, quando Pietro I decise di renderlo ufficiale per i granduchi di Oldenburg.

## Ascendenza
|                                               |                                   |                                                   | Genitori                                               |  |  | Nonni |  |  | Bisnonni                              |  |  | Trisnonni                        |  |
|                                               |                                   |                                                   |                                                        |  |  |       |  |  | Cristiano Alberto di Holstein-Gottorp |  |  | Federico III di Holstein-Gottorp |  |
|                                               |                                   |                                                   |                                                        |  |  |       |  |  | Cristiano Alberto di Holstein-Gottorp |  |  | Federico III di Holstein-Gottorp |  |
|                                               |                                   | Maria Elisabetta di Sassonia                      |                                                        |  |  |       |  |  | Cristiano Alberto di Holstein-Gottorp |  |  |                                  |  |
| Cristiano Augusto di Holstein-Gottorp         |                                   |                                                   |                                                        |  |  |       |  |  | Cristiano Alberto di Holstein-Gottorp |  |  |                                  |  |
|                                               |                                   | Federica Amalia di Danimarca                      | Federico III di Danimarca                              |  |  |       |  |  |                                       |  |  |                                  |  |
|                                               |                                   | Federica Amalia di Danimarca                      | Federico III di Danimarca                              |  |  |       |  |  |                                       |  |  |                                  |  |
|                                               |                                   | Federica Amalia di Danimarca                      | Sofia Amelia di Brunswick-Lüneburg                     |  |  |       |  |  |                                       |  |  |                                  |  |
| Federico Augusto I di Oldenburg               |                                   | Federica Amalia di Danimarca                      |                                                        |  |  |       |  |  |                                       |  |  |                                  |  |
|                                               |                                   | Federico VII di Baden-Durlach                     | Federico VI di Baden-Durlach                           |  |  |       |  |  |                                       |  |  |                                  |  |
|                                               |                                   | Federico VII di Baden-Durlach                     | Federico VI di Baden-Durlach                           |  |  |       |  |  |                                       |  |  |                                  |  |
|                                               |                                   | Federico VII di Baden-Durlach                     | Cristina Maddalena del Palatinato-Zweibrücken-Kleeburg |  |  |       |  |  |                                       |  |  |                                  |  |
| Albertina Federica di Baden-Durlach           |                                   | Federico VII di Baden-Durlach                     |                                                        |  |  |       |  |  |                                       |  |  |                                  |  |
|                                               |                                   | Augusta Maria di Holstein-Gottorp                 | Federico III di Holstein-Gottorp                       |  |  |       |  |  |                                       |  |  |                                  |  |
|                                               |                                   | Augusta Maria di Holstein-Gottorp                 | Federico III di Holstein-Gottorp                       |  |  |       |  |  |                                       |  |  |                                  |  |
|                                               |                                   | Augusta Maria di Holstein-Gottorp                 | Maria Elisabetta di Sassonia                           |  |  |       |  |  |                                       |  |  |                                  |  |
| Pietro Federico Guglielmo di Oldenburg        |                                   | Augusta Maria di Holstein-Gottorp                 |                                                        |  |  |       |  |  |                                       |  |  |                                  |  |
|                                               | Carlo I, Langravio d'Assia-Kassel | Guglielmo VI, Langravio d'Assia-Kassel            |                                                        |  |  |       |  |  |                                       |  |  |                                  |  |
|                                               | Carlo I, Langravio d'Assia-Kassel | Guglielmo VI, Langravio d'Assia-Kassel            |                                                        |  |  |       |  |  |                                       |  |  |                                  |  |
|                                               | Carlo I, Langravio d'Assia-Kassel | Margravia Edvige Sofia di Brandeburgo             |                                                        |  |  |       |  |  |                                       |  |  |                                  |  |
| Langravio Massimiliano d'Assia-Kassel         | Carlo I, Langravio d'Assia-Kassel |                                                   |                                                        |  |  |       |  |  |                                       |  |  |                                  |  |
|                                               |                                   | Amalia di Curlandia                               | Giacomo Kettler                                        |  |  |       |  |  |                                       |  |  |                                  |  |
|                                               |                                   | Amalia di Curlandia                               | Giacomo Kettler                                        |  |  |       |  |  |                                       |  |  |                                  |  |
|                                               |                                   | Amalia di Curlandia                               | Margravia Luisa Carlotta di Brandeburgo                |  |  |       |  |  |                                       |  |  |                                  |  |
| Ulrica Federica Guglielmina d'Assia-Kassel    |                                   | Amalia di Curlandia                               |                                                        |  |  |       |  |  |                                       |  |  |                                  |  |
|                                               |                                   | Ernesto Luigi, Langravio d'Assia-Darmstadt        | Luigi VI, Langravio d'Assia-Darmstadt                  |  |  |       |  |  |                                       |  |  |                                  |  |
|                                               |                                   | Ernesto Luigi, Langravio d'Assia-Darmstadt        | Luigi VI, Langravio d'Assia-Darmstadt                  |  |  |       |  |  |                                       |  |  |                                  |  |
|                                               |                                   | Ernesto Luigi, Langravio d'Assia-Darmstadt        | Elisabetta Dorotea di Sassonia-Gotha-Altenburg         |  |  |       |  |  |                                       |  |  |                                  |  |
| Langravia Federica Carlotta d'Assia-Darmstadt |                                   | Ernesto Luigi, Langravio d'Assia-Darmstadt        |                                                        |  |  |       |  |  |                                       |  |  |                                  |  |
|                                               |                                   | Margravia Dorotea Carlotta di Brandeburgo-Ansbach | Alberto II, Margravio di Brandeburgo-Ansbach           |  |  |       |  |  |                                       |  |  |                                  |  |
|                                               |                                   | Margravia Dorotea Carlotta di Brandeburgo-Ansbach | Alberto II, Margravio di Brandeburgo-Ansbach           |  |  |       |  |  |                                       |  |  |                                  |  |
|                                               |                                   | Margravia Dorotea Carlotta di Brandeburgo-Ansbach | Sofia Margherita di Oettingen-Oettingen                |  |  |       |  |  |                                       |  |  |                                  |  |
|                                               |                                   | Margravia Dorotea Carlotta di Brandeburgo-Ansbach |                                                        |  |  |       |  |  |                                       |  |  |                                  |  |